# Rally-’round-the-Flag-Effekt
Der »Rally ’round the flag«-Effekt (engl. „scharen um die Flagge“), im Deutschen auch Stunde der Exekutive genannt, bezeichnet in der Politikwissenschaft die erhöhte kurzfristige Unterstützung der gesamten Regierung oder der politischen Führer eines Landes durch die Bevölkerung in Krisenzeiten oder während eines Krieges.

## Historische Beispiele

### Terroranschläge am 11. September 2001

Zustimmungswerte von US-Präsident George W. Bush von 2001 bis 2006. Die Spitzen in der Zustimmung fallen mit den Anschlägen vom 11. September, der Invasion des Irak und der Festnahme von Saddam Hussein zusammen.

Nach den Anschlägen vom 11. September 2001 verzeichnete Präsident George W. Bush eine beispiellose Zunahme seiner Beliebtheit. Am 10. September hatte Bush eine Gallup-Poll-Bewertung von 51 Prozent. Bis zum 15. September war seine Zustimmungsrate um 34 Prozentpunkte auf 85 Prozent gestiegen. Nur eine Woche später lag Bush bei 90 Prozent, der höchsten Zustimmungsrate, die je von einem amerikanischen Präsidenten erreicht wurde. Mehr als ein Jahr nach den Anschlägen erhielt Bush immer noch eine höhere Zustimmung als vor dem 11. September (68 Prozent im November 2002). Man geht davon aus, dass sowohl der Umfang als auch die Dauer von Bushs Popularität nach dem 11. September 2001 der größte Popularitätsaufschwung durch eine Krise war.

### COVID-19-Pandemie
Die Werte der deutschen Unionsparteien stiegen kontinuierlich seit Beginn der Corona-Krise und erreichten den höchsten Stand seit 3 Jahren. Auch in anderen europäischen Länder machte sich dieser Effekt deutlich, so stiegen die Umfragewerte des französischen Präsidenten Emmanuel Macron, des italienischen Premierministers Giuseppe Conte und des britischen Premierministers Boris Johnson in den Wochen, nachdem die Pandemie ihre jeweiligen Nationen traf.
Ebenfalls stiegen in den Vereinigten Staaten die Umfragewerte des Präsidenten Donald Trump leicht an beim Ausbruch der Pandemie.

### Russischer Überfall auf die Ukraine
Im Zuge des russischen Überfalls auf die Ukraine stiegen die Zustimmungswerte für den ukrainischen Präsidenten Wolodymyr Selenskyj auf 91 Prozent, während nur 6 Prozent mit seiner Arbeit unzufrieden waren. Noch im Dezember 2021 lag Selenskyj bei nur 32 Prozent Zustimmung und 65 Prozent Ablehnung.